# アウトランナーズ
『アウトランナーズ』 (OutRunners) は、セガが1993年に稼働開始したアーケード用ドライブゲーム。
同社の『アウトラン』（1986年）、『ターボアウトラン』（1989年）に続くシリーズ第3弾として稼働された。8種類の車種から使用するレースカ－を選択し、世界各国の著名な場所でレースを行う内容となっている。
1994年にメガドライブに移植された。アーケード版はゲーム誌『ゲーメスト』の企画「第7回ゲーメスト大賞」（1993年度）にて、大賞8位、ベストアクション賞5位、ベストグラフィック賞5位、ベストVGM賞4位を獲得した。

## 概要
本作は最大8人までの通信対戦が可能となったことと、運転する車を8種類の車種から選べるようになったことがシリーズの従来の作品と大きく異なる。また、初代『アウトラン』の特徴で、前作『ターボアウトラン』でなくなってしまったルート分岐が復活した。
障害物としてゾウや路面電車が配置されており、クラッシュした車がぐるぐる回転してもドライバーは何事もなかったかのように元の席に戻るなど、コミカルで明るい雰囲気がセガらしさを出している。
メガドライブ版は2人対戦となっており、画面を上下2分割してのプレイとなるなどオリジナル作品として割り切るとより楽しめる内容となっている。相手との距離によっては相手の画面をバックミラーのように使用できる。

## ゲーム内容

### システム
レース開始前に性能の異なる8つの車種の中から自分の車を選ぶ（具体的な車種については後述）。選んだ車を運転し、制限時間内に次のチェックポイントに到着する。5ステージをクリアするとゴールとなる。舞台は地球全土となっており、アメリカを起点として、地球をおよそ4分の3周ほどするコースとなっている。
スタートするとすぐに最初のコース分岐点が現れる。ここで右（東）に行くか、左（西）に行くかで大きくコースが異なる。以降は第1〜第4までの各ステージの最後（チェックポイントを通過した後）が次のステージの分岐点となる（具体的なコースについては後述）。
通信対戦においては、コース選択時点で先頭を走っているプレイヤーにコースの選択権がある。2番手以降は先頭が選んだコースを走ることになる。
シフトレバーは上がLOW、下がHIGHの2方向になっており、LOWに入れると1速シフトダウン、HIGHに入れると1速シフトアップする。オートマチックトランスミッションを選択した場合は使用しない。

### その他
アドバタイズ画面（デモ画面）のキャラクター紹介CG（車のCG）が映し出されている時にコナミコマンド（上上下下左右左右BA）と類似する「シフトレバー上（LOW）」「シフトレバー上（LOW）」「シフトレバー下（HIGH）」「シフトレバー下（HIGH）」「ハンドル左」「ハンドル右」「ハンドル左」「ハンドル右」「ブレーキ（B）」「アクセル（A）」の操作を行うと、クレジットタイトルが表示される。

## ステージ構成
前述のとおり、最初の分岐点で右に進むか左に進むかでコースが大きく異なる。前者の場合はステージ1が Grand Canyon となり、以降地球を東回りに進むことになる。後者の場合はステージ1が San Fransisco となり、以降地球を西回りに進むことになる。ここでは、最初に右を選んだコースを東回りコース、左を選んだコースを西回りコースとして紹介する。
| ステージ数   | ステージ数            | ステージ数    | ステージ数        | ステージ数 |
| 1            | 2                     | 3             | 4                 | 5          |
| ------------ | --------------------- | ------------- | ----------------- | ---------- |
|              |                       |               |                   | Russia     |
| Germany      |                       |               |                   |            |
| Switzerland  | China                 |               |                   |            |
| Switzerland  | China                 | Niagara Falls | France            |            |
| Grand Canyon | Atlantic Ocean Tunnel | Niagara Falls | France            | Japan      |
| Grand Canyon | Atlantic Ocean Tunnel | South America | Mediterranean Sea | Japan      |
|              | Spain                 | South America | Mediterranean Sea | Hong Kong  |
|              | Spain                 | Egypt         |                   | Hong Kong  |
|              | Australia             |               |                   |            |
|              |                       |               |                   |            |

| ステージ数            | ステージ数 | ステージ数        | ステージ数           | ステージ数    |
| 5                     | 4          | 3                 | 2                    | 1             |
| --------------------- | ---------- | ----------------- | -------------------- | ------------- |
| Northern Europe       |            |                   |                      |               |
| Germany               |            |                   |                      |               |
| Switzerland           | China      |                   |                      |               |
| Switzerland           | China      | France            | Hawaii               |               |
| Atlantic Ocean Tunnel | Japan      | France            | Hawaii               | San Fransisco |
| Atlantic Ocean Tunnel | Japan      | Mediterranean Sea | Pacific Ocean Bridge | San Fransisco |
| Spain                 | Hong Kong  | Mediterranean Sea | Pacific Ocean Bridge |               |
| Spain                 | Hong Kong  | Egypt             |                      |               |
| Kenya                 |            |                   |                      |               |
|                       |            |                   |                      |               |

## 車種
どの車種でも、オートマチックトランスミッションかマニュアルトランスミッションのいずれかが選べる。以下に選択できる車種を紹介する。車体の色と、オートマチックトランスミッション時の最高速とマニュアルトランスミッションを選んだときの切り替え可能なシフトの数及び最高速を併記する。
Easy Handling
ブルー、AT:420km/h、MT:5速・432km/h
クラッシュ時の減速が大きめだが、ハンドリングに優れるため扱いやすい。
Smooth Operator
シルバー、AT:420km/h、MT:2速・430km/h
性能はEasy Handlingとさほど変わらず、主な差異はシフト数。
Bad Boy
ブラック、AT:421km/h、MT:2速・431km/h
全車中最も加速が速く最高速度も並だが、ハンドリングは最も悪い。
The Road Monster
ピンク、AT:421km/h、MT:3速・425km/h
衝撃に強く、障害物にぶつかっても減速が小さい。ハンドリングと最高速度は低め。
Quick Reactor
オレンジ、AT:414km/h、MT:4速・423km/h
加速・ハンドリング性能に優れるが速度は遅く、クラッシュすると完全停止するほど衝撃に弱い。
Wild Chaser
グリーン、AT:417〜432km/h、MT:3速・422〜440km/h
コース外を走ると加速と最高速度が増す。通常時の加速はやや高いが速度は遅い。
Mad Power
イエロー、AT:451km/h、MT:6速・470km/h
最高速度が速く、加速性能もやや高い。ただしハンドリングはやや低い。
Speed Buster
レッド、AT:451km/h、MT:2速・470km/h
最高速度が速く、Mad Powerよりハンドリングも高いが代わりに加速性能が低い。
Virtua Formula
レッド、ホワイト、ブルー、AT:470km/h、MT:6速・470km/h
メガドライブ移植版で追加された隠し車種。全車中最も最高速度と加速性能、ハンドリング性能も優れている。
Mad PowerやSpeed Busterの最高時速470km/hはマイル表示される海外版では293miles/hとなる。293は『アウトラン』の通常最高速のkm/h表示と同じであり、海外でも『アウトラン』は表示がkm/hであった。

## 移植版
| No. | タイトル         | 発売日                  | 対応機種            | 開発元   | 発売元              | メディア                 | 型式           | 備考                 |
| --- | ---------------- | ----------------------- | ------------------- | -------- | ------------------- | ------------------------ | -------------- | -------------------- |
| 1   | アウトランナーズ | 1994年5月13日 1994年7月 | メガドライブ        | セガ     | セガ データイースト | 16メガビットロムカセット | G-4119 T-13096 |                      |
| 2   | OutRunners       | 2022年10月27日          | SEGA Genesis Mini 2 | エムツー | セガ                | プリインストール         | MK-16310       | メガドライブ版の移植 |

## 開発
アーケードのアウトランシリーズの中で唯一AM1研（第1AM研究開発部）で制作されたゲーム。AM2研の鈴木裕は関わっていないが、初代『アウトラン』のデザイナーも何名か携わっている。後に本作のスタッフが再結集して制作した『クールライダーズ』（1995年）は、アウトランシリーズとしてはラインナップされる事は少ないが本作の続編的な作品でシステムや演出にその一端を垣間見られる。

## 音楽
BGMは以下の10曲の中から選べる。車種ごとに初期設定BGMがあるが、ハンドル左側にあるMUSIC SELECTボタンを押すことで他のBGMを選ぶことも可能。「Passing Breeze」はどの車の初期BGMでもないが、『アウトラン』で選べるBGM（3曲）のうちの1曲である（あとの2曲は「Splash Wave」と「Magical Sound Shower」）。
- Speed King（Easy Handlingの初期BGM）
- Picture the Rivers（Smooth Operatorの初期BGM）
- Blow Your Cool（Bad Boyの初期BGM）
- Sonic Control（The Road Monsterの初期BGM）
- Looking for the Rainbow（Quick Reactorの初期BGM）
- Adventure（Wild Chaserの初期BGM）
- Splash Wave(1993)（Mad Powerの初期BGM）
- Magical Sound Shower(1993)（Speed Busterの初期BGM）
- Passing Breeze(1993)
- Jingle Bell（隠しBGM。左右の選曲ボタンを同時に押すと選択）
- Dream Flying（ゴール時に流れる専用BGM。プレイ中の演奏はできない）

なお、「DJ / MUSIC」ボタンを押すと、Mega Radio StationというDJモードに切り替わる。このときにはDJの声とともにステージごとの曲が流れる。以降も「DJ / MUSIC」ボタンを押すたびに、DJモードとBGMを切り替えられる。

## スタッフ
アーケード版
- プランナー：菅原誠
- プログラマー：Kazunari Tsukamoto、Hidetoshi "Wiz" Takeshita（竹下英敏）、相川佳己、Kazutomo "Manchi" Sanbongi（三本木万知）
- デザイナー：近藤正樹、牧野卓、Takehiro Ohtsuka、Kazunori Hidaka、Yuiko Aki、Atsushi Shimamura、Testu Nakajima、Akira Watanabe、Toshiyuki Mukaiyama、佐藤勝久
- コンポーザー：中村隆之、宮内博史、光吉猛修

メガドライブ版
- プロデューサー：OSSIY
- ディレクター：JUN TSU CHI（土屋淳一）
- 企画：MORIRIN
- プログラマー：WAKA!!（若山雅弘）、KOBA、KENKEN
- デザイナー：GEORGE、KUMO PU（雲野雅広）、TSU NO.1（角井剛）
- 音楽：HATA（幡谷尚史）、MILPO（香嶋良昭）、POMTARO（幸崎達哉）、SHIRAKO（白津順子）
- カバーイラスト：渡邊アキラ

## 評価
アーケード版
- ゲーム誌『ゲーメスト』誌上で行われていた「第7回ゲーメスト大賞」（1993年度）において、読者投票により大賞8位を獲得している。その他に、ベストアクション賞で5位、ベストグラフィック賞で5位、ベストVGM賞で4位、年間ヒットゲームで11位を獲得した[7]。

メガドライブ版
- ゲーム誌『ファミコン通信』の「クロスレビュー」では4・6・5・5の合計20点（満40点）となっている[2]。

- ゲーム誌『メガドライブFAN』の読者投票による「ゲーム通信簿」での評価は以下の通りとなっており、20.7点（満30点）となっている[4]。

| 項目 | キャラクタ | 音楽 | お買得度 | 操作性 | 熱中度 | オリジナリティ | 総合 |
| 得点 | 3.6        | 3.7  | 3.2      | 3.6    | 3.5    | 3.0            | 20.7 |
- ゲーム本『メガドライブ大全』（2004年、太田出版）では、「『原作（アーケード）を忠実に再現』という意味では、落第点しか取れないドライブゲームの移植ソフト」、「1人プレイでも上下二分割の画面は目は疲れる」と移植度や画面構成に関しては否定的な指摘をしているが、「メガドラ版に追加されたBGMは聞きごたえあり」と音楽に関しては肯定的に評価している[6]。